# Equazione diofantea quadratica
Un'equazione diofantea quadratica è un'equazione diofantea di secondo grado in cui almeno un'incognita è presente al secondo grado e nessuna a un grado più elevato del secondo.
Tali equazioni comprendono, tra le altre, l'equazione di Pell {\displaystyle x^{2}-Ny^{2}=1} e la ricerca delle terne pitagoriche.

## Somme di quadrati
Le equazioni
{\displaystyle x^{2}+y^{2}=n,}
{\displaystyle x^{2}+y^{2}+z^{2}=n,}
{\displaystyle x^{2}+y^{2}+z^{2}+w^{2}=n,}
dove {\displaystyle n} è un numero naturale, rappresentano il problema di rappresentare un intero positivo come somma rispettivamente di due, tre e quattro quadrati. Tale problema è stato studiato estesamente tra il XVII e il XVIII secolo, portando alla formulazione del teorema di Fermat sulle somme di due quadrati e del teorema dei quattro quadrati; quest'ultimo asserisce che ogni numero può essere scritto come somma di quattro quadrati (ovvero, in altri termini, che la terza equazione ha soluzioni per ogni {\displaystyle n}), mentre il primo che l'equazione è risolubile se e solo se {\displaystyle n} è prodotto di numeri primi nella forma {\displaystyle 4k+1} e di quadrati di numeri primi nella forma {\displaystyle 4k+3,} nonché di una qualsiasi potenza di 2.
La seconda equazione ha invece soluzione se e solo se {\displaystyle n} non è nella forma {\displaystyle 4^{j}(8k+7)} dove {\displaystyle j} e {\displaystyle k} sono numeri naturali qualsiasi. Tale affermazione fu congetturata da Legendre e dimostrata da Gauss nelle sue Disquisitiones Arithmeticae.

## Forme quadratiche
Una forma quadratica è un'espressione di secondo grado omogenea. Anche in questo caso si richiede di trovare per quali {\displaystyle n} è risolubile l'equazione
{\displaystyle ax^{2}+bxy+cy^{2}=n\qquad } (dove {\displaystyle a}, {\displaystyle b} e {\displaystyle c} sono dei parametri)
o un suo equivalente con più di due variabili. La teoria di queste equazioni fu sviluppata inizialmente da Joseph-Louis Lagrange, e in seguito da Legendre e da Gauss.

## L'equazione pitagorica e le sue generalizzazioni
L'equazione
{\displaystyle x^{2}+y^{2}=z^{2}}
rappresenta la traduzione algebrica del teorema di Pitagora: le terne {\displaystyle (x,y,z)} (dette terne pitagoriche) possono essere considerate come i lati di un triangolo rettangolo. Si può dimostrare che tutte le soluzioni intere sono date dalle formule
{\displaystyle x=m(p^{2}-q^{2}),\qquad y=2mpq,\qquad z=m(p^{2}+q^{2}),}
al variare di {\displaystyle m}, {\displaystyle p} e {\displaystyle q} negli interi.
Per studiare le soluzioni della generalizzazione di questa equazione
{\displaystyle ax^{2}+by^{2}=cz^{2},}
dove {\displaystyle a}, {\displaystyle b} e {\displaystyle c} sono dei parametri interi non negativi, è necessario anche specificare delle condizioni per cui l'equazione è risolubile; in questo caso si dimostra che esistono condizioni necessarie e sufficienti per la risolubilità, ovvero che le congruenze
{\displaystyle bc\equiv \alpha ^{2}\mod a,\qquad ac\equiv \beta ^{2}\mod b,\qquad -ab\equiv \gamma ^{2}\mod c,}
siano tutte risolubili. Detto in altro modo, si deve avere che {\displaystyle bc} sia un residuo quadratico modulo {\displaystyle a}, che {\displaystyle ac} lo sia modulo {\displaystyle b}, e che {\displaystyle ab} sia l'opposto di un residuo modulo {\displaystyle c}; usando il simbolo di Legendre le condizioni possono anche essere scritte
{\displaystyle \left({\frac {bc}{a}}\right)=\left({\frac {ac}{b}}\right)=\left({\frac {-ab}{c}}\right)=1.}

## L'equazione di Pell
L'equazione di Pell è un'equazione nella forma
{\displaystyle x^{2}-Ny^{2}=1,}
o, più generalmente, nella forma
{\displaystyle x^{2}-Ny^{2}=M,}
dove {\displaystyle N} è un parametro positivo ed {\displaystyle M} è intero.
Si dimostra che se {\displaystyle M=1} ed {\displaystyle N} è libero da quadrati, allora l'equazione di Pell ha infinite soluzioni, calcolabili mediante l'uso della frazione continua di {\displaystyle {\sqrt {N}}}; se {\displaystyle M=-1,} una condizione necessaria, ma non sufficiente, della risolubilità, è che {\displaystyle N} sia rappresentabile come somma di due quadrati. Inoltre per ogni {\displaystyle M}, se l'equazione è risolubile, allora le soluzioni possono essere trovate esplicitamente mediante l'impiego della stessa frazione continua.